# 11 Korpus Zmechanizowany (ZSRR)

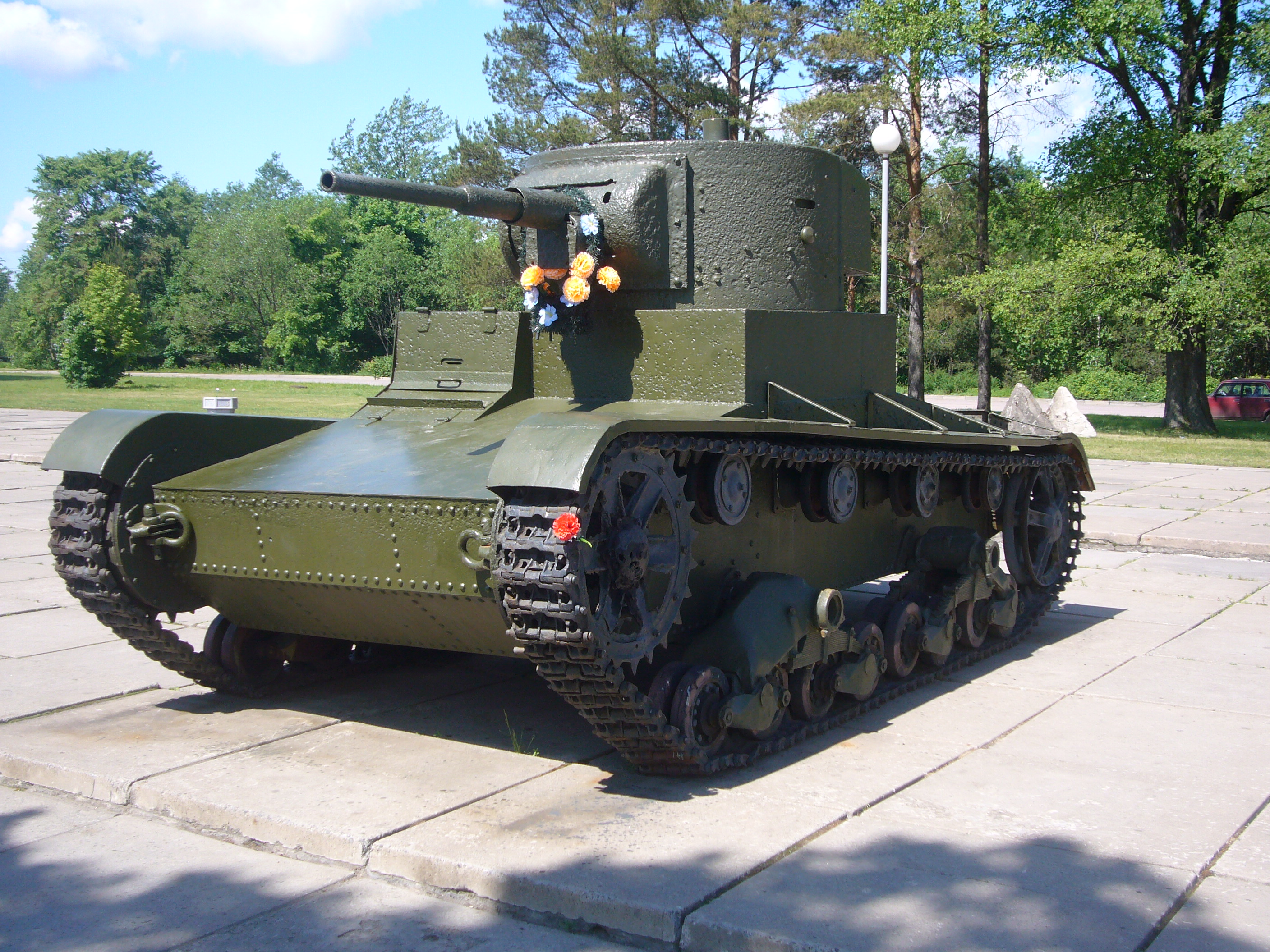
T-26 – czołg najliczniej występujący na wyposażeniu korpusu

11 Korpus Zmechanizowany (ros. 11-й механизированный корпус) – wyższy związek taktyczny wojsk zmechanizowanych Armii Czerwonej z lat trzydziestych i okresu II wojny światowej.

## I formowanie
Korpus został sformowany jesienią 1932 na bazie 11 Dywizji Piechoty Leningradzkiego Okręgu Wojskowego. Pierwszym dowódcą został komkor Kasjan Czajkowski. W 1934 roku Korpus przeniesiono na Daleki Wschód.

### Skład korpusu
31 Brygada Zmechanizowana wyposażona w czołgi T-26:
- - trzy bataliony czołgów,
  - batalion piechoty,
  - batalion karabinów maszynowych,
  - dywizjon artylerii,
  - batalion saperów,
  - kompania przeciwlotniczych karabinów maszynowych,

32 Brygada Zmechanizowana wyposażona w czołgi BT:
- - trzy bataliony czołgów,
  - batalion piechoty,
  - batalion karabinów maszynowych,
  - dywizjon artylerii,
  - batalion saperów,
  - kompania przeciwlotniczych karabinów maszynowych,

33 Brygada piechoty (oryginalnie: "Brygada strzelecka karabinów maszynowych”),
- jednostki korpuśne:
  - batalion łączności,
  - batalion rozpoznawczy,
  - batalion chemiczny,
  - batalion saperski,
  - dywizjon artylerii[1].

### Wyposażenie
Na wyposażeniu korpusu znajdowało się:
- około 500 czołgów,
- ponad 200 samochodów pancernych,
- 60 dział[1].

W 1935 wg etatu korpus powinien liczyć 8200 żołnierzy i mieć na stanie:
- 456 czołgów, w tym:
  - 24 czołgi BT-7A,
  - 310 czołgów BT,
  - 8 BT PTO,
  - 60 T-37,
  - 36 czołgów BCHM-3 z miotaczami płomieni (chemiczne),
  - 18 czołgów BCHM-4 z miotaczami płomieni (chemiczne),
- 8 armat (4 × 122 mm i 4 × 75 mm),
- 1500 samochodów[2] .

W rzeczywistości 1 marca 1935 roku korpus liczył:
- 618 czołgów, w tym:
  - 254 czołgi T-26,
  - 241 czołgów BT,
  - 92 T-37,
  - 35 czołgów z miotaczami płomieni (chemiczne),
  - 5 czołgów saperskich,
- 15 dział samobieżnych,
- 25 lekkich i 22 średnie samochody pancerne,
- 79 ciągników[2] .

## II formowanie
Korpus formowany od marca 1941 w rejonie Grodna, Sokółki oraz Wołkowyska w Zachodnim Specjalnym Okręgu Wojskowym. Dowództwo Korpusu znajdowało się w Wołkowysku. Korpus formowany na bazie 15 i 25 Brygady Pancernej oraz 9 Brygady Zmotoryzowanej. Do 22 czerwca 1941 roku korpus nie zakończył formowania. W czerwcu 1941 korpus wszedł w skład 3 Armii Frontu Zachodniego.

### Dowództwo korpusu
- Dowódca − generał major Dmitrij Mostowienko,
- Komisarz polityczny − Aleksander Andriejew,
- Szef sztabu − pułkownik Semen Muchin,

### Skład korpusu
- 29 Dywizja Pancerna,
- 33 Dywizja Pancerna,
- 204 Dywizja Zmotoryzowana,
- 16 pułk motocyklowy,
- 456 samodzielny batalion łączności,
- 64 samodzielny zmotoryzowany batalion inżynieryjny,
- 111 samodzielna eskadra lotnicza.

### Wyposażenie
Wg stanu na 1 czerwca 1941 służbę w korpusie pełniło 21 605 żołnierzy i oficerów
| Jednostka  | Wszystkich | KW-1/KW-2 | T-34 | BT | T-26 | Inne (w tym ciągniki na bazie czołgu T-26) |
| ---------- | ---------- | --------- | ---- | -- | ---- | ------------------------------------------ |
| Korpus     | 241        | 3         | 28   | 44 | 160* | 25                                         |
| 29 DPanc.  | 66         | 2         | 26   |    | 22   | 16                                         |
| 33 DPanc.  | 118        | 1         | 2    | 44 | 65   | 6                                          |
| 204 DZmot. | 57         |           |      |    | 54   | 3                                          |

- 19 czołgów z miotaczami ognia (chemiczne)

### Działania bojowe
Od 22 czerwca 1941 korpus toczył walki obronne w rejonie Grodna (Bitwa białostocko-mińska). W związku z zaskoczeniem, jakie stanowił atak niemiecki, korpus nie był w pełni gotowy do działań bojowych wkraczał pojedynczymi zaimprowizowanymi grupami. W związku z utratą łączności ze sztabem 3 Armii korpus nie wziął udziału w przeciwnatarciu korpusów zmechanizowanych frontu zachodniego na Grodno dnia 23 czerwca. Dopiero 24 czerwca rozpoczął atak na siły niemieckiej 9 Armii, jednak trafiając na przygotowaną obronę, poniósł ciężkie straty.  25 czerwca pozostało w linii jedynie 50 czołgów, w związku z czym korpus rozpoczął odwrót. Równie wielkie były straty w ludziach: w dywizjach pancernych pozostało po 300-400 żołnierzy. Po rozgromieniu 3 Armii przez Wehrmacht korpus znalazł się w okrążeniu („kocioł białostocki”), praktycznie ulegając zagładzie. 14 lipca 1941 na południe od Bobrujska z okrążenia wyszła kilkusetosobowa grupa pod dowództwem generała Mostowienki.